# Macroom
Macroom (forma anglicizzata) o Maigh Chromtha (in irlandese) è una piccola market town irlandese della contea di Cork situata in una vallata scavata dal fiume Sullane, un emissario del fiume Lee, tra Cork e Killarney. L'abitato raggiungeva una popolazione di 2.985 abitanti nel censimento nazionale del 2002. Il nome originale in gaelico irlandese potrebbe avere vari significati, come "posto d'incontro tra i seguaci del dio Crom" oppure "pianura storta".
L'area era una volta un punto di ritrovo dei Druidi del Munster, menzionato per la prima volta nel VI secolo. Macroom fu anche il luogo di una delle battaglie principali di Brian Boru nel X secolo e nei secoli successivi soffrì le invasioni di esponenti di famiglie potenti come Murcheatach Uí Briain e Richard de Cogan. Fu soltanto con l'ascesa al potere nella zona della famiglia McCarthy che Macroom trovò un periodo più tranquillo che portò l'abitato ad una certa prosperità anche grazie ad attività fiorenti nell'ambito agricolo, mercantile e delle fiere. Nel 1650, Macroom divenne uno dei punti focali della Conquista Irlandese di Oliver Cromwell, mentre nella Guerra d'indipendenza irlandese fu uno dei centri più attivi dell'IRA. In questo periodo erano prominenti nel villaggio un certo numero di famiglie Anglo-irlandesi, le quali però furono scacciate e le loro abitazioni date alle fiamme, mentre le loro terre redistribuite tra i fattori locali.
Oggi un detto stabilisce che Macroom sia "la cittadina che mai ha allevato un folle" (the town that never reared a fool.).

## Amministrazione

### Gemellaggi
- Marcallo con Casone
- Bubry